# Олександра Лакрабер
Александра́ Лакрабе́р (фр. Alexandra Lacrabère, народилася 27 квітня 1987 року в По) — французька гандболістка. Гравець національної збірної Франції з 2006 року. Олімпійська чемпіонка. Чемпіонка світу і Європи.

## Ігрова кар'єра
Гандболом займається з 14 років. Виступала за різні клуби чемпіонату Франції, грала в чемпіонаті Іспанії за «Акабу». У чемпіонаті Росії В сезоні 2012/2013 виступала за звенигородську «Зірку». У складі збірної Франції — учасниця Олімпійських ігор 2008 (5-е місце), 2012 (5-е місце) і 2016 років (срібний призер). Срібний призер чемпіонату світу 2011, бронзовий призер чемпіонату Європи 2006 року.

## Особисте життя
Відкрита лесбійка.

## Виступи на Олімпіадах
| Олімпіада           | Дисципліна | Місце |
| ------------------- | ---------- | ----- |
| Ріо-де-Жанейро 2016 | гандбол    | 2     |
| Токіо 2021          | гандбол    | 1     |